# El uso del conocimiento en la sociedad
El uso del conocimiento en la sociedad es un artículo académico escrito por el economista y Premio Nobel Friedrich Hayek, y publicado por primera vez en la edición de septiembre de 1945 de la revista American Economic Review. Fue escrito (junto con El Significado de la Competencia) como refutación al economista y político polaco Oskar R. Lange y su respaldo de una economía planificada.  Está incluido entre los doce ensayos de Individualismo y Orden Económico, un compilación de importantes artículos de Hayek publicada en 1948.

## Argumento
El artículo de Hayek argumenta en contra del establecimiento de un Comité Central de Precios (defendido por Lange), destacando la naturaleza dinámica y orgánica de las fluctuaciones de los precios de mercado y los beneficios de este fenómeno. Afirma que un mercado planificado de forma centralizada nunca podría igualar la eficiencia de un mercado abierto porque cada individuo sólo conoce una parte muy pequeña de todo lo que se conoce colectivamente. Una economía descentralizada entonces complementa la naturaleza dispersa de la información, que se extiende a lo largo de toda la sociedad.  En palabras de Hayek, «Lo maravilloso es que ante un caso como el de la escasez de una materia prima, sin que se dicte ninguna orden ni se conozca la causa de la misma más que, tal vez, por una decena de personas, ocurre que millones de personas, cuya identidad no podría ser determinada en meses de investigación, reduce el uso de la materia prima o sus productos derivados; es decir, de hecho sucede que se mueven en la dirección correcta». El artículo trata los conceptos de 'equilibrio individual' y la noción de Hayek del separar conceptualmente aquella información qué es útil y practicable respecto de aquella que es puramente científica o teórica.

## Recepción
«El uso del conocimiento en la sociedad» tuvo una recepción inicial pobre entre sus colegas economistas debido al clima político contemporáneo y la percepción de que había sido demasiado trivial en sus críticas. En parte debido a este resultado decepcionante, Hayek dejó de apuntar su literatura a la comunidad económica a fines de 1940. A partir de 1960, estas ideas fueron mejor aceptadas y hoy muchas se reconocen como principios económicos fundamentales. Específicamente, el argumento central del ensayo de que las fluctuaciones de precio del mercado promueven la distribución eficaz de recursos es aceptado por la mayoría de los economistas modernos. En 2011 "El Uso del conocimiento en Sociedad" fue seleccionado como uno de los mejores 20 artículos publicados por el American Economic Review durante sus primeros 100 años.

## Influencia
Jimmy Wales cita el artículo de Hayek como «central» para su pensamiento acerca de «cómo gestionar el proyecto Wikipedia». Hayek argumenta que la información está descentralizada – que cada individuo sólo conoce una fracción pequeña de lo que se conoce colectivamente – y que, como resultado, las decisiones son tomadas mejor por aquellos con conocimiento local que por una autoridad central.